# Agrypon tricarinatum
Agrypon tricarinatum är en stekelart som beskrevs av Dasch 1984. Agrypon tricarinatum ingår i släktet Agrypon och familjen brokparasitsteklar. Inga underarter finns listade i Catalogue of Life.